# Jonathan Arnott
Jonathan Arnott (ur. 12 stycznia 1981 w Sheffield) – brytyjski polityk i nauczyciel, sekretarz generalny Partii Niepodległości Zjednoczonego Królestwa, poseł do Parlamentu Europejskiego VIII kadencji.

## Życiorys
Ukończył studia z zakresu matematyki na University of Sheffield, pracował jako nauczyciel tego przedmiotu. Zajmuje się również grą w szachy, uzyskując tytuł szachowy kandydata na mistrza FIDE.
Zaangażował się w działalność polityczną w ramach Partii Niepodległości Zjednoczonego Królestwa (UKIP). Stał się etatowym kandydatem tej partii m.in. w wyborach do Izby Gmin (2005, 2010) i wyborach europejskich (2004, 2009). W 2008 został powołany na sekretarza generalnego UKIP. W wyborach europejskich w 2014 z ramienia swojego ugrupowania uzyskał mandat eurodeputowanego VIII kadencji. W trakcie kadencji wystąpił z UKIP, a w 2019 dołączył do Brexit Party.